# 1952年夏季奥林匹克运动会尼日利亚代表团
1952年夏季奥林匹克运动会尼日利亚代表团是尼日利亚派出的1952年夏季奥林匹克运动会代表团。